# Canal de Santa María (Mozambique)
El canal de Santa María, (también llamado Devil’s gate)  es un accidente geográfico que separa la península de Machangulo de la isla de la Inhaca, en la República de Mozambique.
La isla de la Inhaca es la continuación geológica de la península de Machangulo. Los estudios científicos establecieron que el canal de Santa María es producto del retroceso marino que tuvo lugar durante el período del holoceno.
El canal tiene un ancho de 500 metros. El extremo sur está determinado por el cabo de Santa María, en la península de Machangulo, en tanto que, en el extremo norte, se encuentra el cabo de punta Torres. 
Las fuertes corrientes, sumadas a los bancos de arena y rocas, tanto en la entrada, como en el curso del canal, hacen imposible la navegación por el mismo. Por este motivo, las embarcaciones que pretenden acceder a la bahía de Maputo y al puerto de Maputo, deben rodear el cabo Inhaca, por el norte.